# Cylindrotheristus miamiensis
Cylindrotheristus miamiensis är en rundmaskart som beskrevs av Stephen Donald Hopper 1969. Cylindrotheristus miamiensis ingår i släktet Cylindrotheristus och familjen Monhysteridae. Inga underarter finns listade i Catalogue of Life.